# Aeroportul Municipal Albert Lea
Aeroportul Municipal Albert Lea (IATA: AEL, ICAO: KAEL, FAA LID: AEL) este un aeroport din Comitatul Freeborn, Minnesota, Minnesota, Statele Unite ale Americii ce deservește zona Albert Lea⁠(d). Aeroportul a fost tranzitat în 2017 de 6 pasageri. A fost numit după zona deservită.
Situat la o altitudine de 384 m, aeroportul dispune de 2 piste.

## Infrastructură

### Piste
Aeroportul dispune de 2 piste. Pista 17/35 are suprafața de asfalt și dimensiunile 5.000 picioare × 100 picioare. Pista 05/23 are suprafața de asfalt și dimensiunile 2.898 picioare × 75 picioare. 